# Montepulcianói Szent Ágnes
Montepulcianói Ágnes (olaszul: Agnese Segni di Montepulciano) (Montepulciano, 1268. január 18. – 1317. április 20.) Domonkos-rendi apáca a középkori Toszkánában, akit életében csodatevőként ismertek. A katolikus egyház szentté avatta 1726-ban.

## Élete
Agnese Segni néven, valószínűleg nemesi családba született. 9 éves korában lépett be a Domonkos-rendbe, ahol korán kitűnt szellemi és lelki kiválóságával. 14 évesen magiszternőjével együtt meghívták, hogy Proceno mellett alapítson kolostort. Egy évvel később, alig 15 éves korában megválasztották a kolostor pénztárosának. 1288-ban, húszéves korában a kolostor elöljárója lett.
A feljegyzések szerint sok beteg gyógyult meg imádságának hatására.
1306-ban Montepulciano elöljárói hazahívták, hogy alapítson ott is kolostort. A kolostor alapítólevele 1306. július 3-án kelt, majd az első nővérek ugyanazon év augusztusában tették le fogadalmukat. Apátnőnek szeptember 23-án választották meg, s ezt a feladatát haláláig ellátta. Itt sokszor volt látomása, többek között ebben megbízást kapott, hogy építse fel a  Santa Maria Novella templomot. Ebben a templomban következett be a nevéhez köthető mannacsoda, amikor a helyi püspök jelenlétében manna borította el az oltárt.
Tisztelői között volt Sziénai Szent Katalin is.
1316-ra egészségi állapota nagyon megromlott, ezért orvosi tanácsra és nővérei kérésére a szomszédos fürdővárosbs, Chiancianóba ment gyógyulni. Bár ő maga nem gyógyult meg, sok beteg körülötte, imádságának hatására felgyógyult. Kolostorába nem sokkal halála előtt hordágyon vitték vissza. 1317. április 20-án halt meg. A domonkosok próbáltak balzsamozó szereket szerezni, de ez a tervük nem sikerült. Halála után egy évvel testét véglegesen el akarták temetni, s ekkor kiderült, hogy a bomlási folyamat nem indult meg. Romlatlan teste a mai napig a montepulcianói kolostor templomában megtekinthető.
Életrajzát Capuai Boldog Rajmund írta meg, nem sokkal halála után. A Domonkos rendben 1601-től tisztelik, hivatalos szentté avatását XIII. Benedek pápa 1726-ban végezte el.

## Fordítás

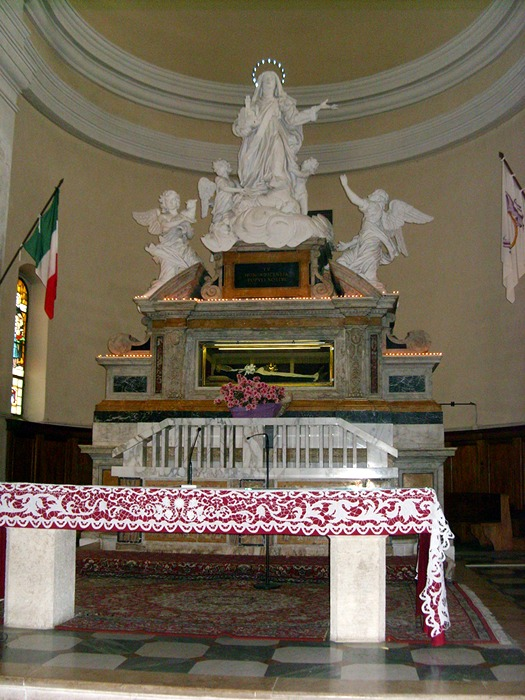
Romlatlan teste, üvegkoporsóban

- Ez a szócikk részben vagy egészben  az   Agnes of Montepulciano című angol Wikipédia-szócikk ezen változatának fordításán alapul.  Az eredeti cikk szerkesztőit annak laptörténete sorolja fel. Ez a jelzés csupán a megfogalmazás eredetét és a szerzői jogokat jelzi, nem szolgál a cikkben szereplő információk forrásmegjelöléseként.